# DN51
De DN51 (Drum Național 51 of Nationale weg 51) is een weg in Roemenië. Hij loopt van Zimnicea naar Alexandria. De weg is 43 kilometer lang.